# Церковь Святого Юра (Дрогобыч)

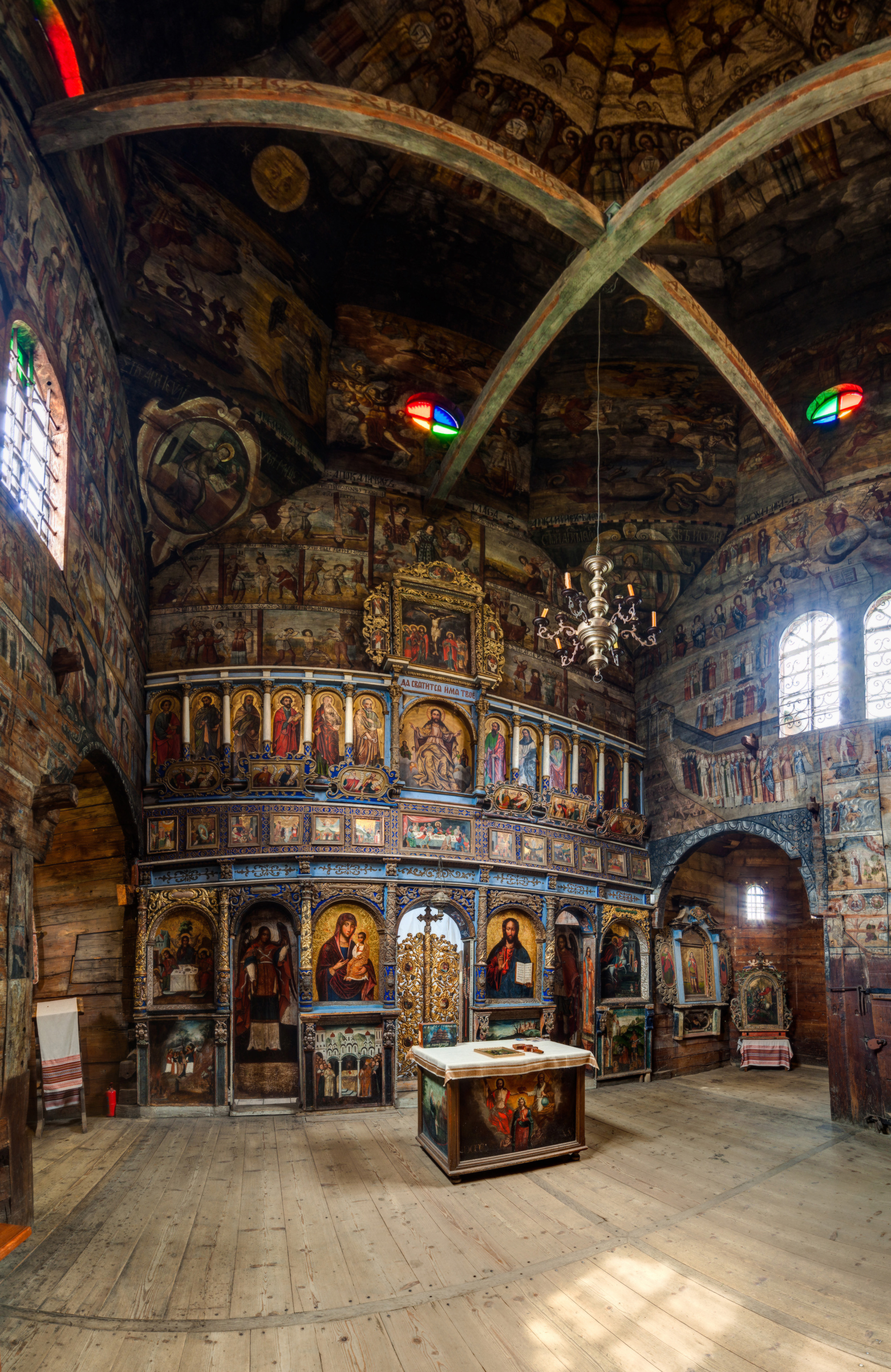
Интерьер церкви

Церковь Святого Юра (укр. Церква святого Юра) — православный храм, памятник истории и архитектуры в городе Дрогобыче (Львовская область, Украина). В 2013 году внесена в список объектов Всемирного наследия ЮНЕСКО в составе объекта «Деревянные церкви Карпатского региона на территории Польши и Украины».

## История
Церковь деревянная, трёхдольная (трёхсрубная) в плане, относится к концу XV — началу XVI века, с квадратным главным нефом и двумя гранёными боковыми клиросами (конхами) и гранёными срубами алтаря и притвора (бабинцами). Церковь была привезена в 1656 году из карпатского села Надиева вблизи города Долина. Церковь обменяли на соль, разобрали и перевезли в Дрогобыч на волах. Установили её на месте предыдущей церкви, которая сгорела, а в 1678 году построили рядом колокольню.
Низ церкви обведён широким поясом в виде аркады-галереи, установленной на столбах. Над бабинцем находятся хоры с аркой-галереей и Введенская часовня. Церковь над главными срубами увенчана тремя верхами без заломов, а клиросы малыми верхами с одним заломом, все на восьмисторонних подбанниках.
Интерьер церкви расписан фресками, выполненными под руководством Стефана-Маляра Поповича Медицкого. Кроме религиозных композиций («Страсти Христовы»), богатый декоративный орнамент преимущественно растительного характера. Иконостас и иконы того самого художника («Акафист Богоматери», «Деяния апостола Павла», «Отсечение главы Великомученика Юрия») в коричнево-охристой и оливково-зеленой гамме; скромными художественными средствами создатель росписей сообщил индивидуальное, почти портретное выражение изображаемым фигурам. Рельеф резьбы виноградной лозы на колонках иконостаса близок к резьбе по камню.
Церковь Святого Юра несколько раз ремонтировалась, но она не потеряла своего первоначального вида и до сих пор является одним из наиболее сохранившихся памятников галицкой архитектуры XV—XVI веков. Сегодня церковь является частью отдела деревянной архитектуры музея «Дрогобиччина».